# Президентские выборы в Чили (1891)
Президентские выборы в Чили проходили 25 сентября 1891 года по системе выборщиков. Единственным официальным кандидатом был представитель Либеральной партии Хорхе Монтт, который получил подавляющее большинство голосов и стал президентом.

## Предвыборная обстановка
Конфликт между президентом Хосе Мануэлем Бальмаседа и Конгрессом привёл в конце концов к гражданской войне 1891 года. Силы, поддерживающие Конгресс во главе с Хорхе Монтт, одержали победу над Бальмаседой, который в результате покончил жизнь самоубийством. Монтт призвал к парламентским и президентским выборам. Три чилийские партии, Либеральная, Консервативная и Радикальная, выдвинули на пост президента Монтта, который был единственным кандидатом и был единогласно избран президентом.

## Результаты
| Кандидат    | Партия                                                        | Голоса | %    |
| Хорхе Монтт | Либеральная партия, Радикальная партия, Консервативная партия | 255    | 100% |
| Всего       |                                                               | 255    | 100% |
| ----------- | ------------------------------------------------------------- | ------ | ---- |